# جرا لاریو
گرا لاریو (به ایتالیایی: Gera Lario) یک کومونه در ایتالیا است که در استان کومو واقع شده‌است.

## خصوصیات
گرا لاریو ۶٫۷ کیلومترمربع مساحت و ۹۴۲ نفر جمعیت دارد.